# المجلة الأمريكية للبحوث الترجمية
المجلة الأمريكية للبحوث الترجمية (بالإنجليزية: American Journal of Translational Research)‏ هي مجلة طبية مفتوحة الوصول تنشرها شركة القرن الإلكتروني للنشر [الإنجليزية].  تغطي المجلة الأبحاث المترجمة للعلوم الطبية ومجالات البحث الطبي الحيوي ذات الصلة. تأسست عام 2009، ورئيس التحرير هو وين هوا لي [الإنجليزية] (جامعة كاليفورنيا، إيرفين). ينصب التركيز الرئيسي للمجلة على المقالات البحثية السريرية والتجريبية الأصلية، ولكنها تنشر أيضًا مقالات مراجعة، وافتتاحيات، وفرضيات، ورسائل إلى المحرر، وتقارير اجتماعات.

## المستخلصات والفهرسة
المجلة ملخصة ومفهرسة في:
وفقًا لتقارير الاستشهاد بالمجلات الأكاديمية، فإن للمجلة عامل تأثير 2021 يبلغ 4.060 

## روابط خارجية
- الموقع الرسمي